# Willem Boreel Starszy
Willem Boreel Starszy (ur. 1591, zm. 1668) – polityk i dyplomata holenderski.
W latach 1650–1668 był holenderskim ambasadorem w Paryżu. Jego synem był Jacob Boreel (1630-1697) holenderski polityk, przedsiębiorca i dyplomata.